# Luciano Inostroza
Luciano Adolfo Inostroza Budinich (10 dicembre 1968) è un ex schermidore cileno.
È il fratello dello schermidore Paris Inostroza.

## Palmarès
In carriera ha conseguito i seguenti risultati:
- Giochi Panamericani:

Winnipeg 1999: argento nella spada a squadre.